# ميلارد جونسون
ميلارد جونسون (بالإنجليزية: Millard Johnson)‏ (١٨٦٠-١٩٤٦) هو مصور سينمائي أسترالي. اشتهر بتعاونه مع ويليام جيبسون. التقى جيبسون عندما كان الأخير يعمل كيميائيًا في شركة والد جونسون. أسس الاثنان شركة "جونسون وجيبسون"، التي انخرطت في مجال المعارض والتصوير الفوتوغرافي ومعالجة الأفلام. ويُرجّح أنه كان مصور الفيلم الروائي الطويل الأول "قصة عصابة كيلي" (١٩٠٦).[١]
ساهم جونسون وجيبسون لاحقًا في تأسيس شركة "أمالجاميتد بيكتشرز". من عام ١٩١٣ وحتى عشرينيات القرن العشرين، عمل في الولايات المتحدة الأمريكية كمشتري أفلام لشركة "أسترالاسيان فيلمز".